# Konrad Duden

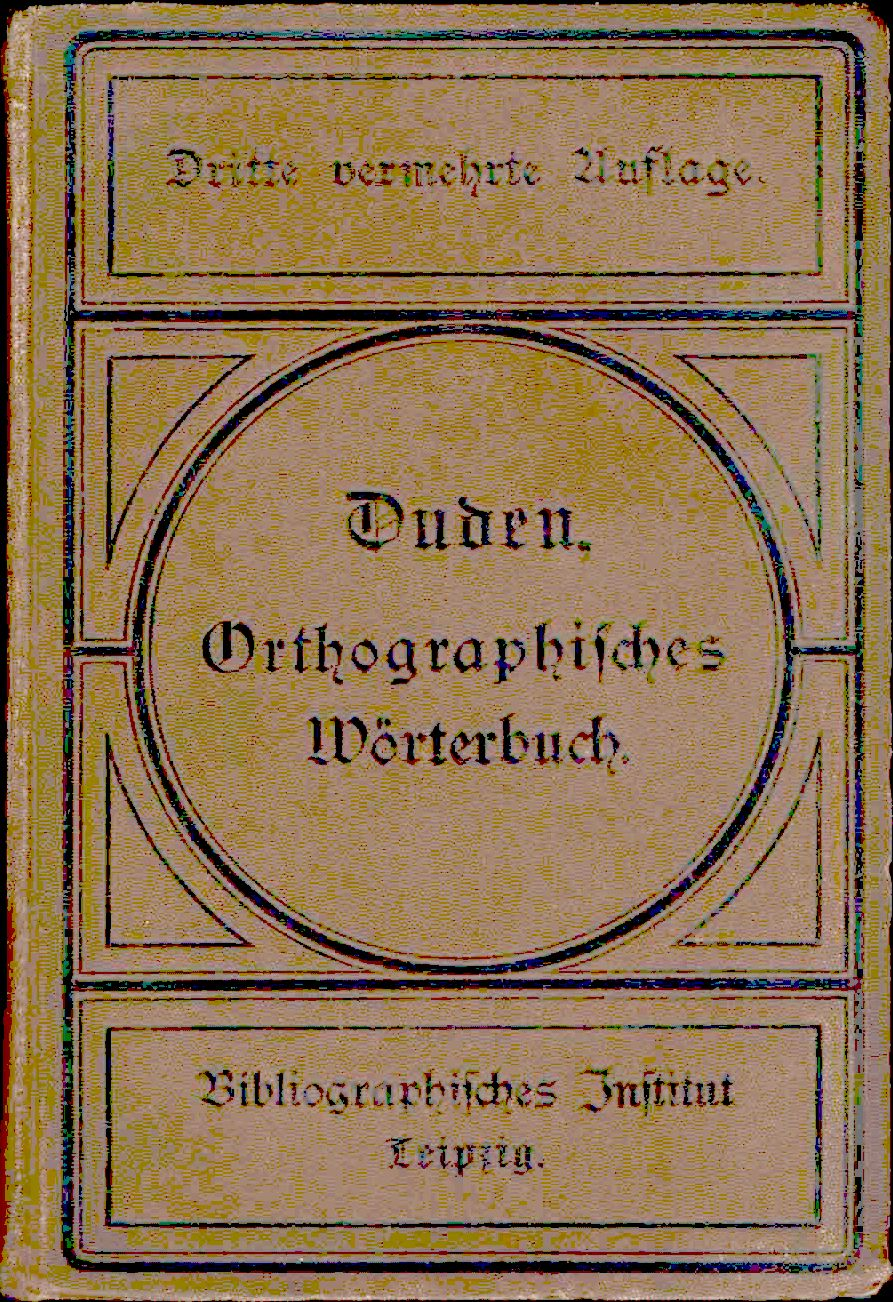
Troisième édition du Duden (1887).

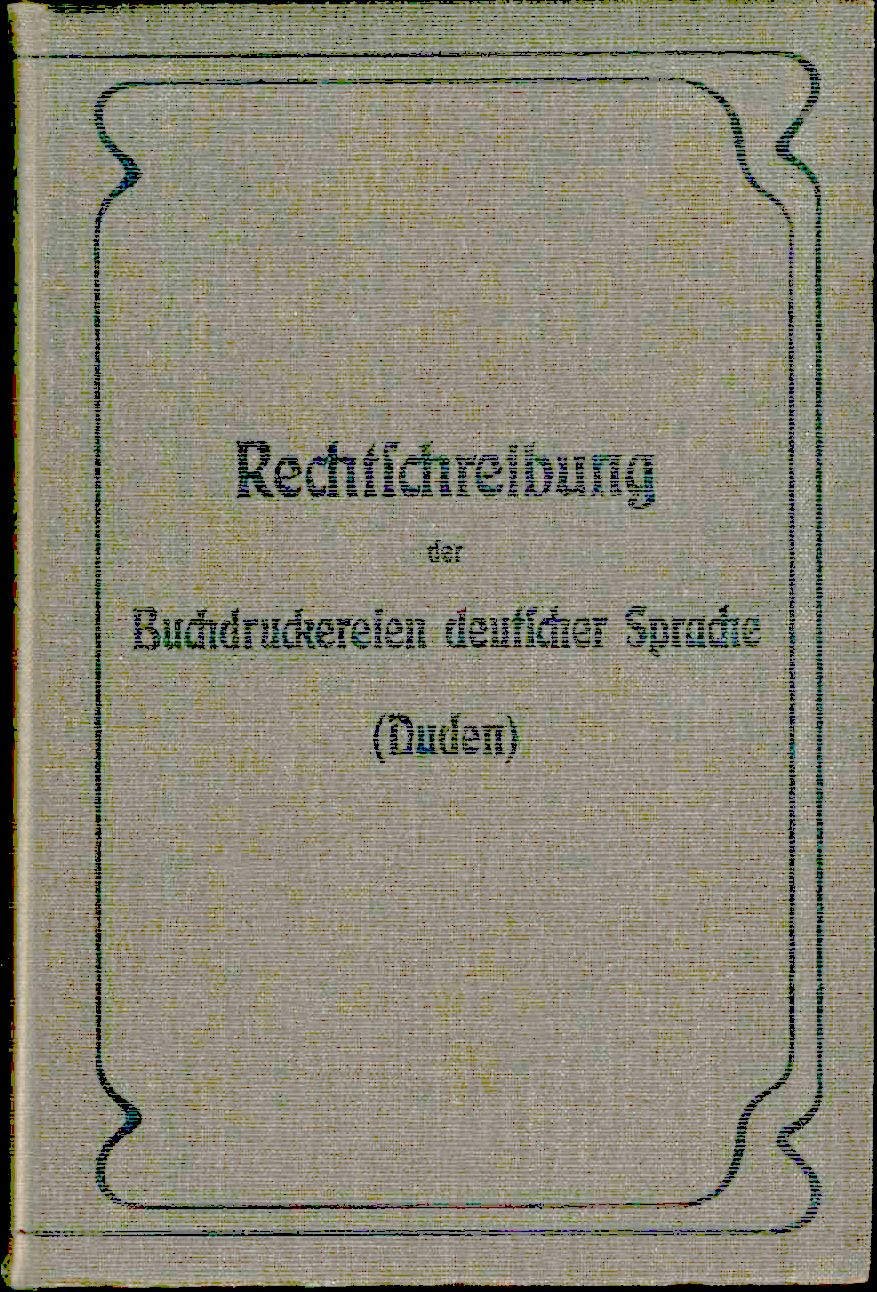
Le « Duden des imprimeurs » (1903).

Konrad Alexander Friedrich Duden (né le 3 janvier 1829 à Lackhausen près de Wesel – mort le 1er août 1911 à Sonnenberg) est un professeur de lycée prussien passé à la postérité en tant que grammairien et surtout lexicographe. Konrad Duden a composé le « Duden », publié le 7 juillet 1880, dictionnaire orthographique de langue allemande portant son nom, dont l’influence a été déterminante à partir de la fin du XIXe siècle sur l’uniformisation de l’orthographe dans le monde germanophone.

## Biographie
Konrad Duden est le fils du viticulteur Johann Konrad Duden et de sa femme Julia née Monjé. Il est baptisé le 21 janvier 1829 dans le temple protestant de Mathena à Wesel et passe ses premières années à Lackhausen. En 1833, sa famille emménage dans le vieux Wesel. Après avoir passé son baccalauréat en 1846 au lycée de la ville, qui portera plus tard son propre nom (Konrad-Duden-Gymnasium), il étudie l'histoire, la littérature allemande et la philologie classique à l'Université de Bonn.
Il abandonne ses études au bout de deux ans (sans doute pour des raisons financières) et devient précepteur à Francfort-sur-le-Main puis en Italie. Six ans plus tard, en 1854, il passe les examens d’État de professeur avec dispense compte tenu de l’interruption de ses études. La même année, Konrad Duden présente in absentia sa thèse de doctorat, consacrée à l’Antigone de Sophocle (De Sophoclis Antigona) à la faculté de Philosophie de l’Université de Marbourg ; mais il met un terme à son stage probatoire au lycée de Soest en 1854 et reprend une occupation de précepteur à Gênes ; c’est là qu’il apprend son admission comme docteur de l’université de Marbourg. De retour en Allemagne en 1859, il est d’abord professeur puis directeur du lycée de Soest. En 1861 il épouse Adeline Jakob, fille du consul d’Allemagne dont il avait fait la connaissance en 1854, à Messine. De cette union naissent sept enfants, dont l’illustre chimiste Paul Duden (de). Un de ses petits-enfants sera le juriste de Mannheim Konrad Duden (de) (1907-1979).
En 1869 il est nommé proviseur du lycée de Schleiz (Principauté Reuss branche cadette). Cette petite ville, située au carrefour linguistique du francique oriental, du thuringien et du haut-saxon (de), le confronte à des élèves qui, selon leur patois, éprouvent des difficultés avec l’orthographe allemande. Cela amène Duden à développer une orthographe standardisée et simplifiée accessible à tous les jeunes allemands quelle que soit leur origine géographique.
De 1876 à 1905 il est directeur du lycée royal de Hersfeld ; c’est là qu'en 1880 il publie son chef d’œuvre : le « Dictionnaire orthographique systématique de la langue allemande » (Vollständiges Orthographisches Wörterbuch der deutschen Sprache).
Duden prend sa retraite en 1905 et se retire à Sonnenberg près de Wiesbaden (province de Hesse-Nassau). C’est là qu’il s'éteint en 1911. Comme il en avait formulé le souhait, il est inhumé dans le caveau familial de Bad Hersfeld.

## L'unification de l'orthographe allemande
Duden milita toute sa vie pour l’unification de l’orthographe de l'allemand. C’est en 1871, dans le bulletin annuel du lycée de Schleiz, qu’il donne pour la première fois des règles orthographiques accompagnées de brèves explications, sous le titre Zur deutschen Rechtschreibung. Il y recommande fondamentalement un principe phonétique : « écrire comme on prononce » (Schreibe, wie Du sprichst). Cet article, destiné aux élèves de son lycée, trouve d’emblée un large écho parmi les grammairiens allemands, et dès l’année suivante, les éditions B. G. Teubner de Leipzig l’éditent sous le titre Die deutsche Rechtschreibung (« Orthographe de l'allemand ») ; déjà, l'ouvrage était accompagné en annexe d'un répertoire de mots difficiles. Cet essai, désigné par la suite comme le Schleizer Duden (« Duden de Schleiz ») inspire fortement les débats autour de l’orthographe en Allemagne et jette les bases des dictionnaires postérieurs. Son auteur est invité en 1876 à la première conférence pour une « Unification majeure de l’orthographe allemande » (Zur Herstellung größerer Einigung in der deutschen Rechtschreibung), qui n'a pas pu se réunir par suite d'une injonction du chancelier Otto von Bismarck,.
Le « Dictionnaire systématique de l'orthographe allemande » (en allemand : Vollständiges Orthographisches Wörterbuch der deutschen Sprache), paru le 7 juillet 1880 aux éditions Bibliographisches Institut, est le premier lexique publié par Duden : en 187 pages, il comporte une liste de quelque 27 000 lemmes. Contrarié par le succès de l'ouvrage, Bismarck fait interdire par décret l'usage, dans l’administration, de l'orthographe enseignée dans les lycées. Il faut attendre 1901 pour que les représentants des États allemands et d'Autriche-Hongrie conviennent de réunir une conférence à Berlin pour unifier les règles orthographiques, sur la base du dictionnaire de Duden. En 1902, une loi votée par le Bundesrat rend obligatoire l'adoption des « Règles de Duden pour l'orthographe et la correspondance des mots » (Regeln für die deutsche Rechtschreibung nebst Wörterverzeichnis) dans tous les états de l'Empire allemand ; l’Autriche-Hongrie et la Suisse adoptent à leur tour la réforme. L'expression « Regarde dans le Duden ! » (Schlag im Duden nach!) devient proverbiale. En 2013, le Duden en était à sa 26e édition ; il comporte environ 140 000 mots ou radicaux (car les mots composés sont d'emploi systématique dans les langues germaniques comme l'allemand).
Deux prix Konrad-Duden sont décernés annuellement : l'un récompense les grammairiens allemands, l'autre les journalistes.

## Œuvres
- Die deutsche Rechtschreibung. Abhandlung, Regeln und Wörterverzeichniß mit etymologischen Angaben. Für die oberen Klassen höherer Lehranstalten und zur Selbstbelehrung für Gebildete. Verlag B. G. Teubner, Leipzig 1872 (dit « Duden de Schleiz »)
- Anleitung zur Rechtschreibung. 2e éd. 1878
- Vollständiges Orthographisches Wörterbuch der deutschen Sprache, nach den neuen preußischen und bayerischen Regeln. Verlag des Bibliographischen Instituts, Leipzig 1880. Faksimile: Bibliographisches Institut, Mannheim 1980.
- Orthographischer Wegweiser für das praktische Leben. Verzeichnis sämtlicher deutschen und der meisten Fremdwörter, zahlreicher Eigennamen aus der Geographie und Geschichte, sowie vieler Personennamen der Gegenwart, in einheitlicher Schreibung. Verlag des Bibliographischen Instituts, Leipzig 1881.
- Vollständiges Orthographisches Wörterbuch für die Schule. Nach den amtlichen Regeln der neuen Orthographie. Verlag des Bibliographischen Instituts, Leipzig 1882.
- Etymologie der neuhochdeutschen Sprache. 1893
- Orthographisches Wörterverzeichnis. Coll. Meyers Volksbücher. Bibliographisches Institut, Leipzig et Vienne o.J. [1902].
- Rechtschreibung der Buchdruckereien deutscher Sprache. Leipzig / Vienne 1903 (plus connu sous le titre de Duden des typographes, en allemand : Buchdruckerduden)

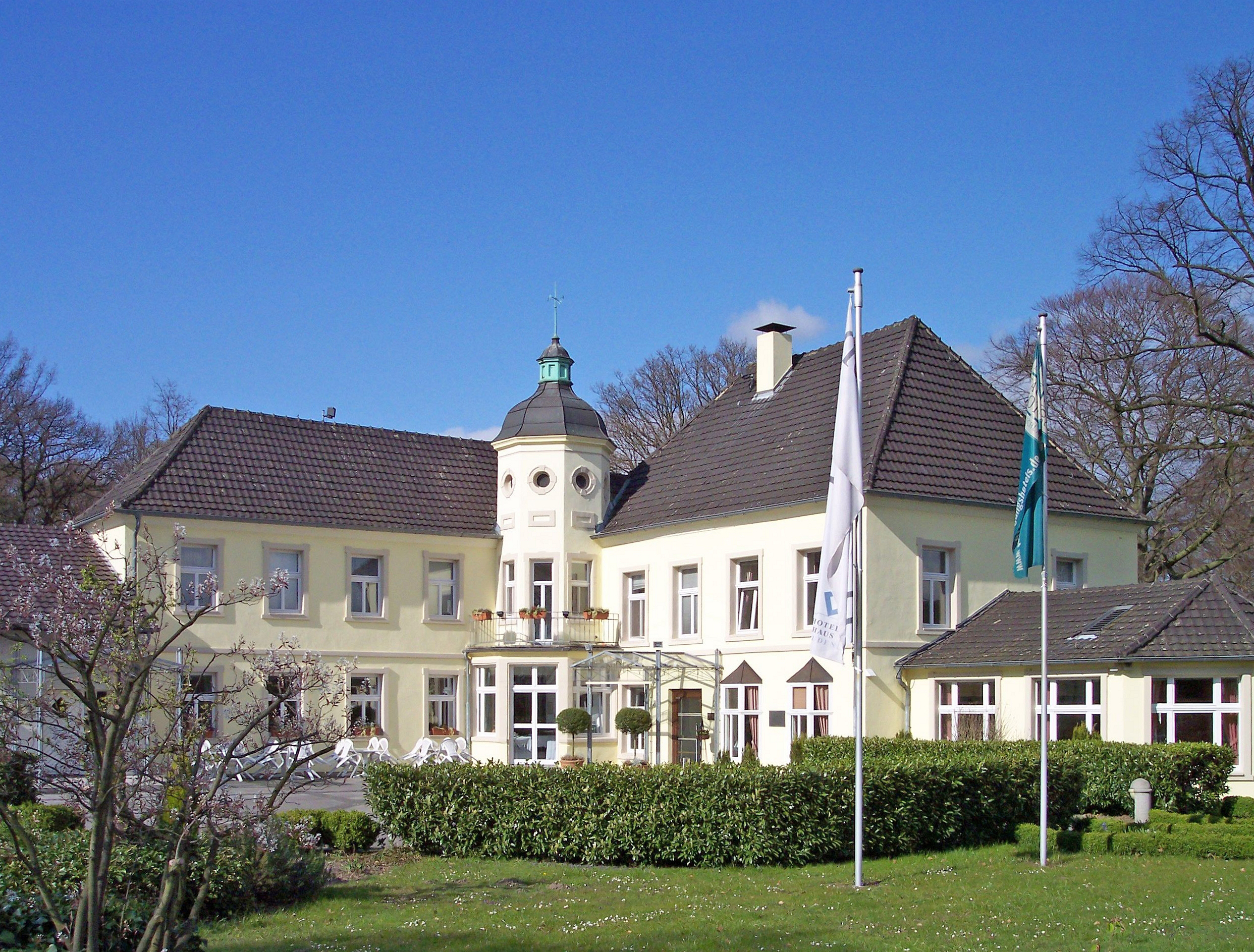
Le domaine de Bossigt (Wesel), où Duden est né.
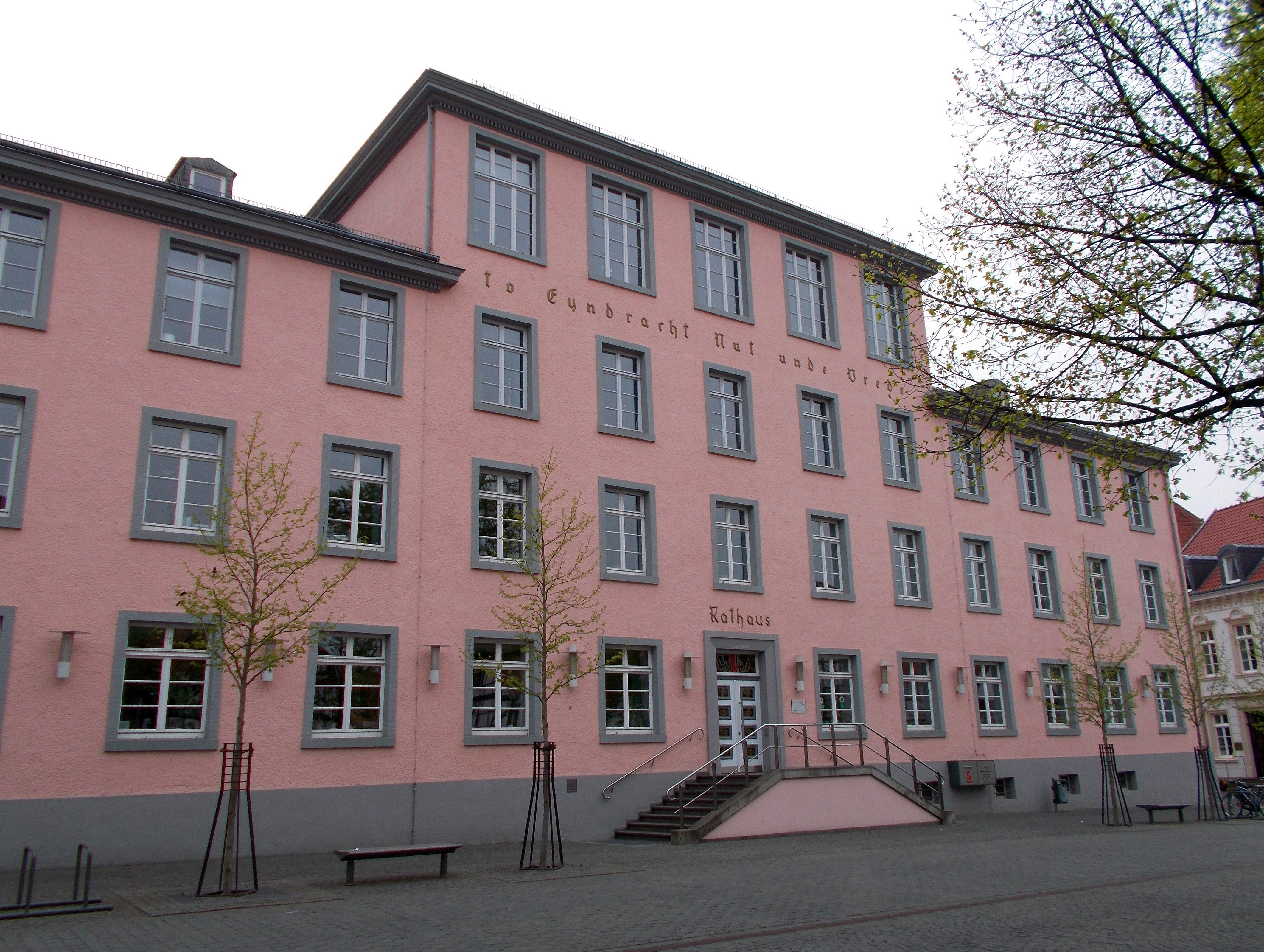
Le lycée de Soest, où Duden fit ses premières armes.
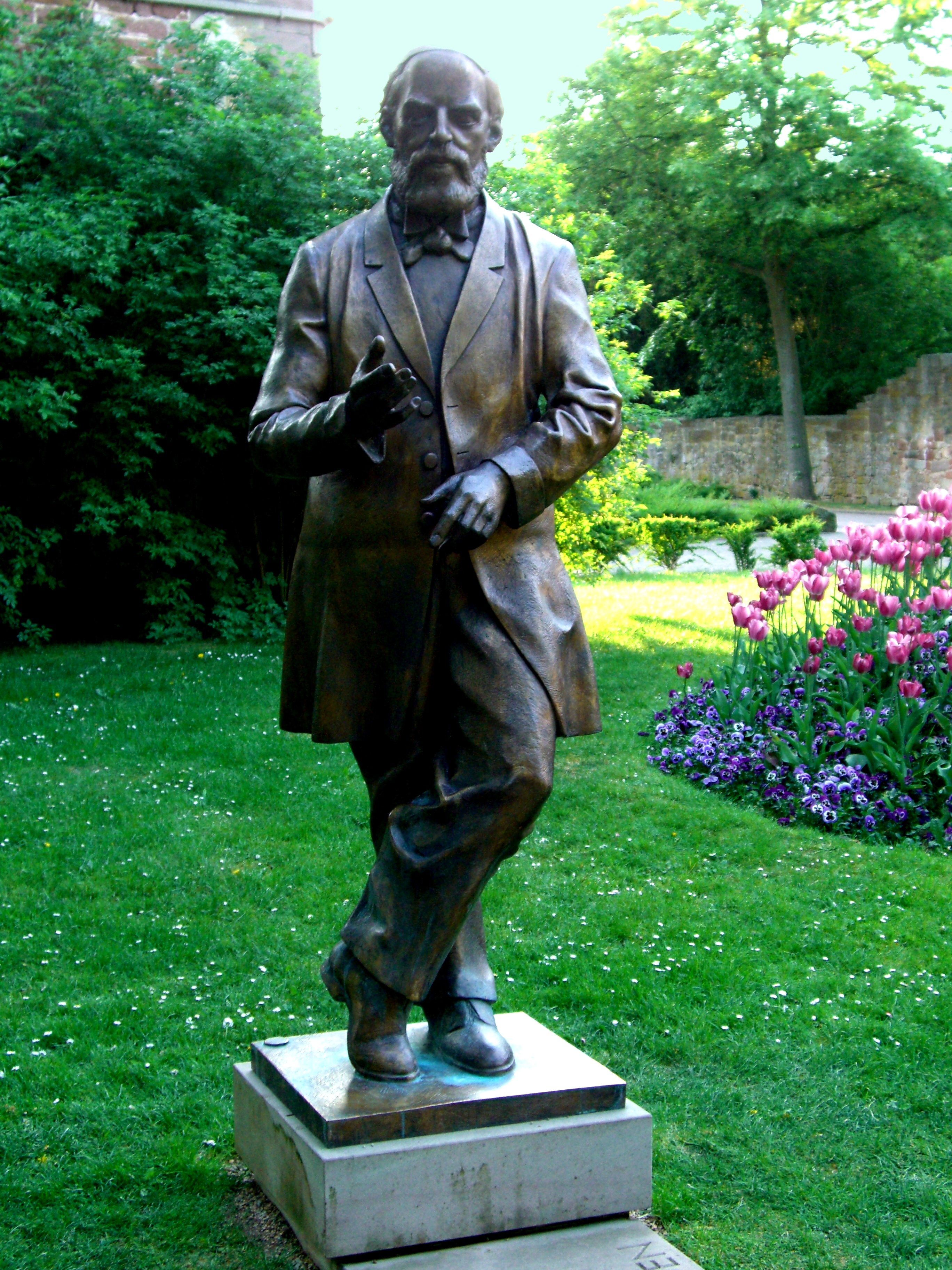
La statue de Konrad Duden près de la cathédrale de Bad Hersfeld
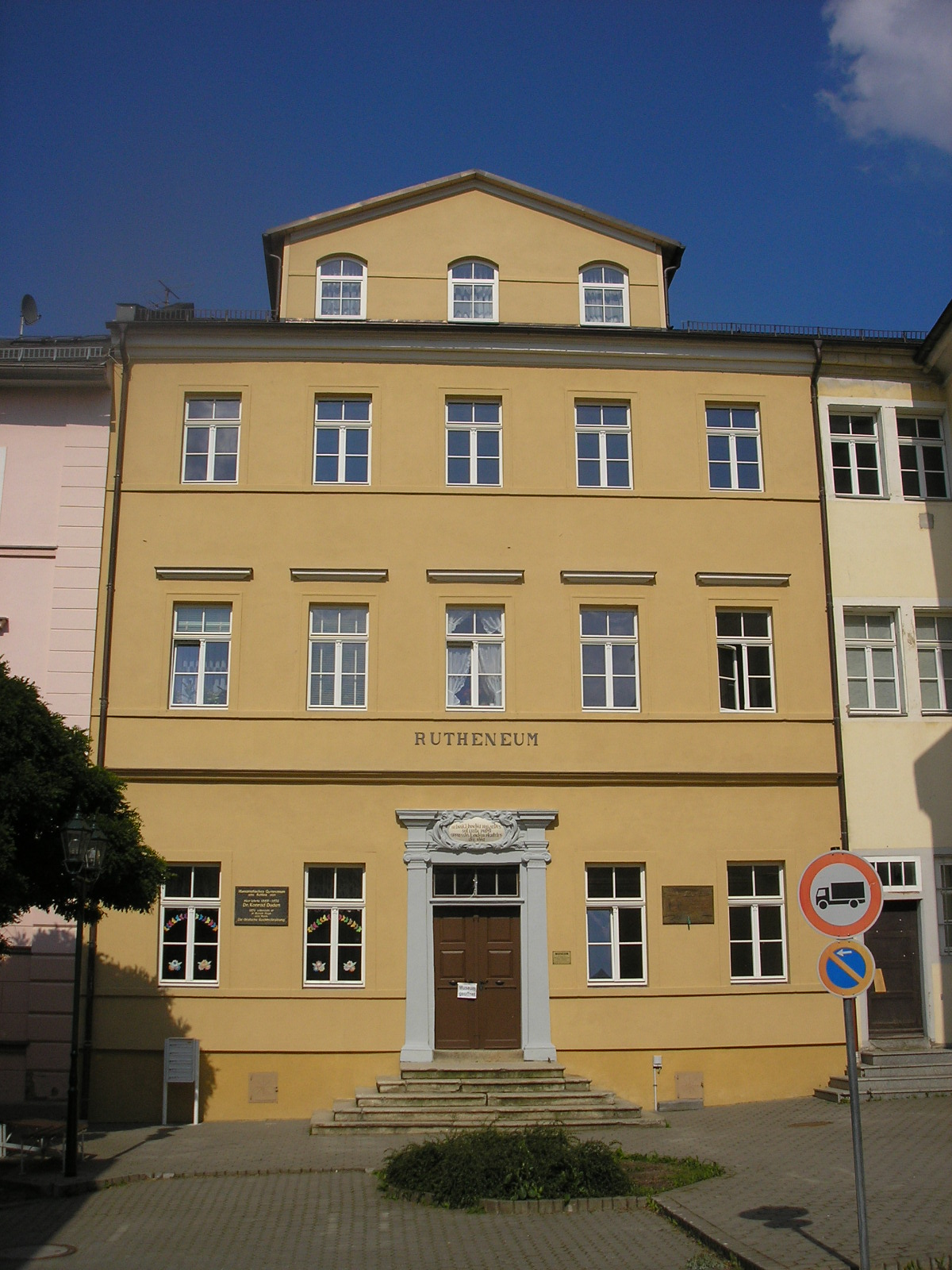
Le musée Duden dans le lycée Rutheneum de Schleiz
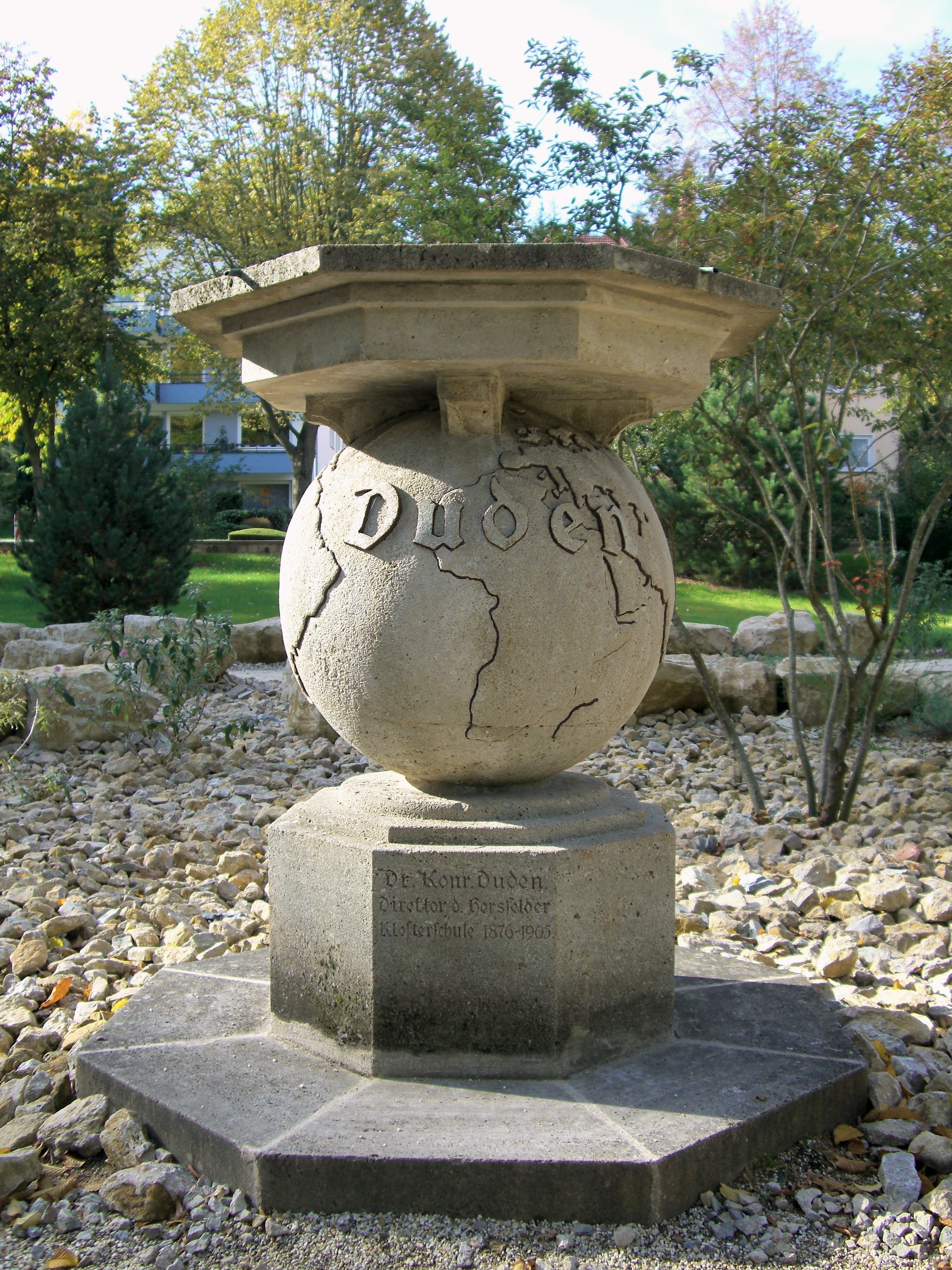
Hommage au dictionnaire dans le jardin public de Bad Hersfeld
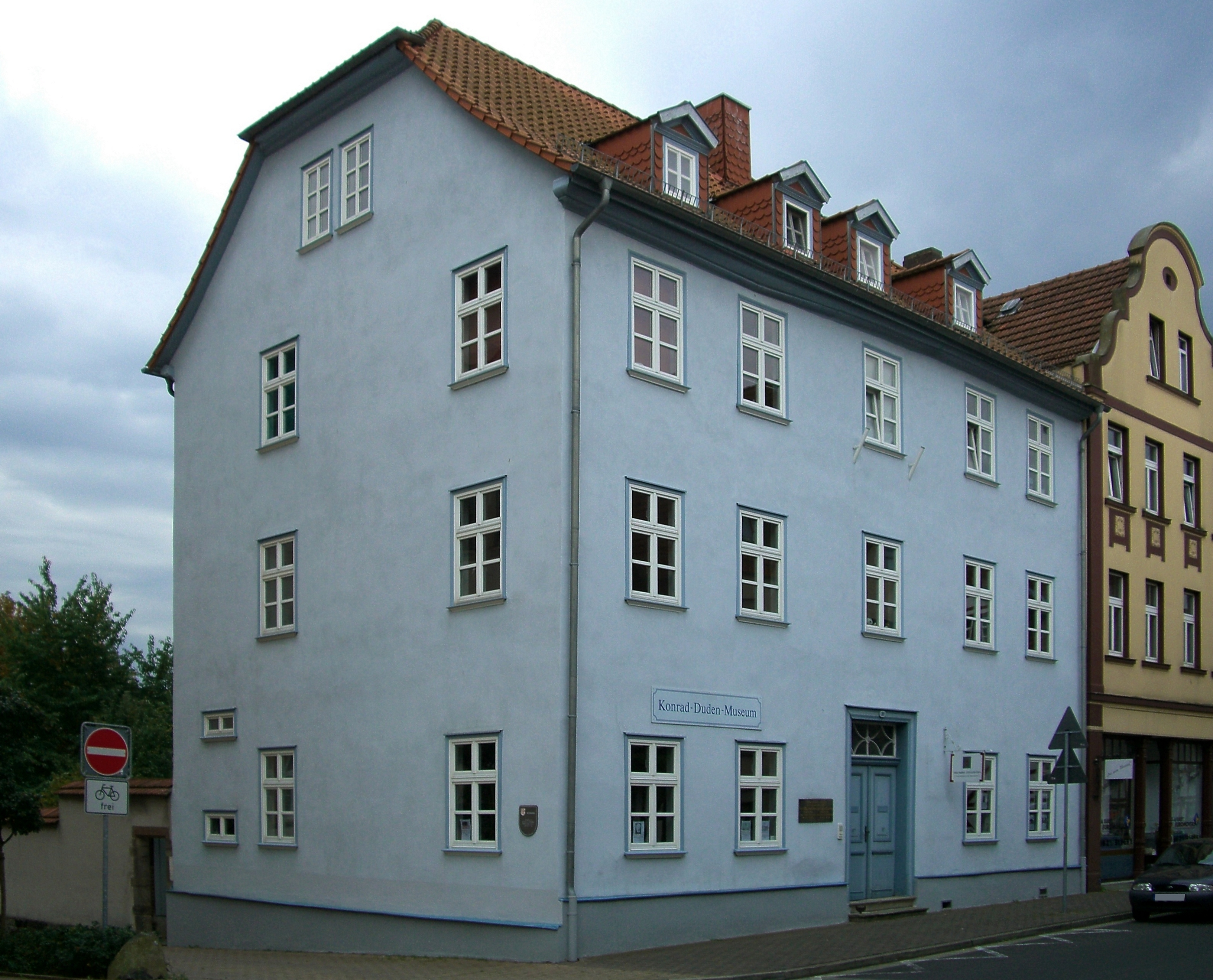
La maison de Bad Hersfeld, où Duden vécut à partir de 1876.
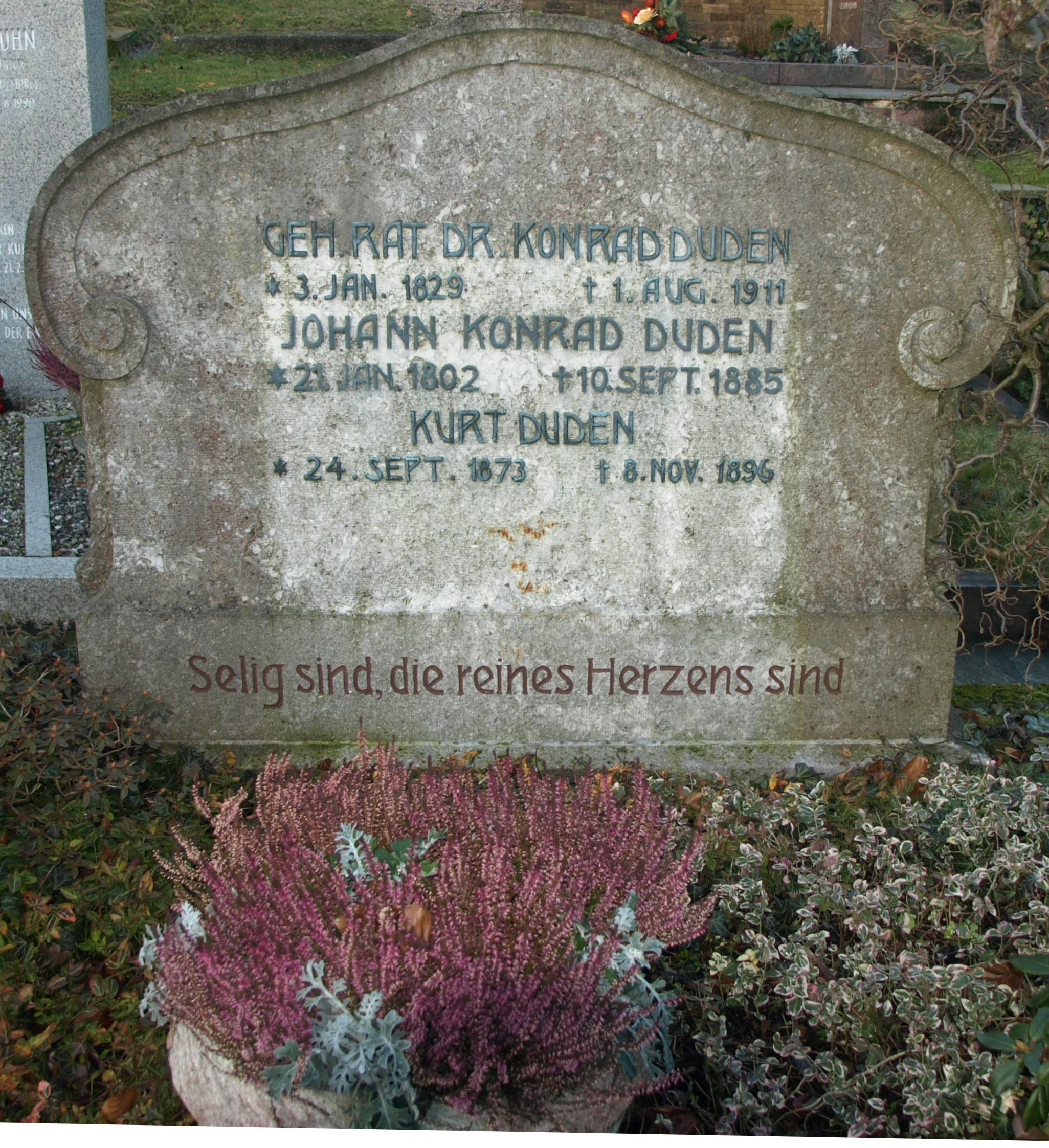
Épitaphe de Konrad Duden